# Flosshilda carinata
Flosshilda carinata är en insektsart som först beskrevs av Carl Stål 1870.  Flosshilda carinata ingår i släktet Flosshilda och familjen spottstritar. Inga underarter finns listade i Catalogue of Life.